# Camponotus caracalla
Camponotus caracalla é uma espécie de inseto do gênero Camponotus, pertencente à família Formicidae.